# Kanton Saint-Nazaire-Est
Kanton Saint-Nazaire-Est (fr. Canton de Saint-Nazaire-Est) je francouzský kanton v departementu Loire-Atlantique v regionu Pays de la Loire. Tvoří ho pouze východní část města Saint-Nazaire.